# 로드리고 벤탕쿠르
로드리고 벤탕쿠르 콜만(스페인어: Rodrigo Bentancur Colmán, 1997년 6월 25일 ~ )는 우루과이의 축구 선수로 현재 잉글랜드 프리미어리그의 토트넘 홋스퍼에서 미드필더로 활동하고 있다.

## 클럽 경력

### 보카 주니어스
보카 주니어스 유스팀 출신으로 2015 시즌부터 2016-17 시즌까지 공식전 66경기에 출전하며 아르헨티나 프리메라 디비시온 2회 우승, 2015년 코파 아르헨티나 우승, 2016년 코파 리베르타도레스 준결승 진출 등에 이바지했다.

### 유벤투스
2016-17 시즌을 마친 뒤 2017-18 시즌을 앞둔 2017년 4월 21일 이탈리아 세리에 A의 명문 유벤투스 FC로 트레이드되어 2021-22 시즌 중반까지 공식전 181경기 3골을 기록하면서 리그 3연패, 코파 이탈리아 2연패 및 코파 이탈리아 2019-20 준우승, 이탈리아 슈퍼컵 2회 우승 및 2회 준우승 등에 기여했다.

### 토트넘 홋스퍼
2021-22 시즌이 진행 중이던 2022년 2월 1일 이적료 256억원에 잉글랜드 프리미어리그 토트넘 홋스퍼로의 이적을 확정지었고 2021-22 시즌 리그 17경기에 출전하며 토트넘의 3년만의 UEFA 챔피언스리그 진출을 조력했다.

## 출전 기록
| 클럽             | 시즌                  | 리그                         | 리그 | 리그 | 네이션스 컵 | 네이션스 컵 | 국가대표 | 국가대표 | 대륙간 | 대륙간 | 총   | 총   |
| 클럽             | 시즌                  | 리그                         | 출장 | 득점 | 출장        | 득점        | 출장     | 득점     | 출장   | 득점   | 출장 | 득점 |
| ---------------- | --------------------- | ---------------------------- | ---- | ---- | ----------- | ----------- | -------- | -------- | ------ | ------ | ---- | ---- |
| 보카 주니어스    | 2015                  | 아르헨티나 프리메라 디비시온 | 18   | 0    | 6           | 0           | 1        | 0        | 0      | 0      | 25   | 0    |
| 보카 주니어스    | 2016                  | 아르헨티나 프리메라 디비시온 | 11   | 1    | 3           | 0           | 5        | 0        | 0      | 0      | 19   | 1    |
| 보카 주니어스    | 2016-2017             | 아르헨티나 프리메라 디비시온 | 22   | 0    | 0           | 0           | 0        | 0        | 0      | 0      | 22   | 0    |
| 보카 주니어스    | CA 보카 주니어스 통산 | CA 보카 주니어스 통산        | 51   | 1    | 9           | 0           | 6        | 0        | 0      | 0      | 66   | 1    |
| 유벤투스         | 2017-2018             | 세리에 A                     | 0    | 0    | 0           | 0           | 0        | 0        | 0      | 0      | 0    | 0    |
| 개인 커리어 통산 | 개인 커리어 통산      | 개인 커리어 통산             | 51   | 1    | 9           | 0           | 6        | 0        | 0      | 0      | 66   | 1    |

## 수상

### 클럽
보카 주니어스
- 아르헨티나 프리메라 디비시온 : 우승 (2015, 2016-17)
- 코파 아르헨티나 : 우승 (2015)
- 코파 리베르타도레스 : 준결승 (2016)

유벤투스 FC
- 이탈리아 세리에 A : 우승 (2017-18, 2018-19, 2019-20), 4위 (2020-21, 2021-22)
- 코파 이탈리아 : 우승 (2017-18, 2020-21), 준우승 (2019-20)
- 이탈리아 슈퍼컵 : 우승 (2018, 2020), 준우승 (2019, 2021)

토트넘 홋스퍼 FC
- UEFA 유로파리그 : 2024-25[4]

### 국가대표팀
우루과이 U-20
- CONMEBOL U-20 축구 선수권 대회 : 우승 (2017)